# Ceroplesis calabarica
Ceroplesis calabarica es una especie de escarabajo longicornio del género Ceroplesis, subfamilia Lamiinae. Fue descrita científicamente por Chevrolat en 1858.
Se distribuye por Angola, Camerún, República Centroafricana, Ghana, Kenia, Mozambique, Namibia, Uganda, República Democrática del Congo, Tanzania y Nigeria. Mide 16-34 milímetros de longitud. El período de vuelo de esta especie ocurre en los meses de mayo, junio, julio, septiembre, octubre y noviembre.
Parte de la dieta de Ceroplesis calabarica se compone de plantas de las familias Anacardiaceae, Cupressaceae, Sapotaceae, entre otras.